# Любомирська вулиця
Любоми́рська ву́лиця — вулиця в Голосіївському районі міста Києва, місцевість Віта-Литовська. Пролягає від Столичного шосе до Дніпровського шосе.
Прилучаються вулиці Лісоводна, Вітавська, Риболовецька, Бродівська, Залужна, провулок Бродівський і залізниця.

## Історія
Вулиця виникла в 1-й половині XX століття. Сучасна назва — з 1957 року.
Назву Любомирська з 2007 до 2011 рік носила також Любимівська вулиця в Оболонському районі Києва.